# Heket
Heket, în mitologia egipteană, este zeița-broască a nașterii, a creației și a fertilității.

## Origine
Heket apare pentru prima dată în inscripțiile egiptene din piramide, unde, într-un text magic destinat a-l ajuta pe rege să urce la cer, ea este una dintre numeroasele divinități considerate a reprezenta părți din anatomia regală. Legătura ei cu nașterea este prima oară menționată în mod explicit într-un papirus din Regatul de Mijloc care conține povești miraculoase petrecute în Epoca piramidelor.
În fragmentul referitor la nașterea de către soția marelui-preot al lui Ra a celor trei regi care inaugurează dinastia a V-a, Heket este cea care de fiecare dată „grăbește” ultimele etape ale travaluilui.

## Rol și legendă
Pe amuletele și scarabeii purtați de femei pentru a le proteja în timpul nașterii adeseori se află imaginea zeiței-broască. În mod similar, pe „cuțitele” magice din fildeș, larg răspândite în cursul Regatului de Mijloc ca obiecte de îndepărtare a pericolelor ce amenințau o familie, apare incizată imaginea lui Heket ca protectoare a căminului. Este posibil ca titlul de „servitoare a lui Heket”, incizat pe o zornăitoare muzicală aparținând unei doamne Sit-Hathor, să indice că aceasta era moașă.
Puterile dătătoare de viață a lui Heket au făcut ca ea să fie adoptată ca o zeiță binevoitoare, demnă de a-l însoți pe Osiris, în al cărui templu de la Abydos ea primește vin de la regele Seti I (dinastia a XIX-a) și este denumită „Stăpână a celor Două Țări”.
La Qus, în Egiptul de Sus, există ruinele unui templu închinat lui Hekhet, unde zeița este considerată soția lui Haroeris. Cea mai bună dovadă a unui centru de cult închinat lui Heket - deși urmele concrete ale acestuia nu mai există - o constituie o inscripție din mormântul lui Petosiris (secolul al IV î.e.n.) de la Tuna el-Gebel, în Egiptul de Mijloc. Petosiris, marele preot al lui Thot, relatează cum o procesiune în onoarea lui Heket a fost îndreptățită de zeiță, „Doamnă a Herwer-ului”, către locul unui sanctuar distrus de revărsarea anuală a Nilului.
Pteosiris consideră că aceasta înseamnă că Heket dorește ca templul ei de acolo să fie refăcut și îl cheamă pe scribulei, dându-i bani și ordine pentru construirea unui nou monument înconjurat de un zid pentru ca apele revărsate să nu-l distrugă.